# Baratteria (diritto)
La baratteria, intesa come reato, nell'attuale diritto è stata ormai sostituita da quello di corruzione di pubblico ufficiale. 
Nel Medioevo l'accusa di baratteria  fu rivolta anche a Dante Alighieri che ne tratta nei canti XXI e XXII dell'Inferno  chiamati "canti della baratteria". 
Il poeta fiorentino, secondo quanto tramandato nelle cronache del tempo, nel gennaio del 1302 veniva accusato dal podestà Cante Gabrielli da Gubbio di baratteria e di
concussione. La sentenza, conservata nel cosiddetto “Libro del Chiodo”, condannava in contumacia Dante, che non si era presentato al processo,  a due anni di confino, all'interdizione perpetua dai pubblici uffici, alla confisca dei beni  e al pagamento dell'ammenda di 5000 fiorini piccoli.
Poiché Dante, che preferì la via dell'esilio, continuò a non rispondere al giudice, venne condannato al rogo.
Gli studiosi  ritengono che il processo non avesse fondamento e che fosse un espediente per sbarazzarsi di un nemico politico. L'accusa di baratteria era infatti frequente in quel tempo come mezzo per liberarsi degli uomini della fazione nemica. 
Nel diritto marittimo, prima del 1930, la baratteria riguardava non veri e propri reati ma il venir meno al dovere di lealtà nei confronti del proprietario della nave o dei clienti ad opera del capitano o dell'equipaggio di una nave che mettevano in atto, per dolo o per trascuratezza, azioni  come il naufragio doloso, l'alterazione del giornale di bordo ecc. che oggi sono indicate come reati singoli dal diritto marittimo.